# Teylingen
Teylingen és un municipi de la província d'Holanda del Sud, al sud dels Països Baixos. L'1 de gener del 2009 tenia 35.697 habitants repartits sobre una superfície de 33,63 km² (dels quals 5,02 km² corresponen a aigua). Limita amb els municipis de Noordwijk, Noordwijkerhout, Lisse, Haarlemmermeer, Kaag en Braassem, Leiderdorp, Leiden, Oegstgeest i Katwijk.

## Centres de població
- Sassenheim - seu de l'ajuntament
- Teijlingen
- Voorhout
- Warmond

## Ajuntament
| Eleccions locals de 2005 | Eleccions locals de 2005 | Eleccions locals de 2005 |
| ------------------------ | ------------------------ | ------------------------ |
| Partit                   | Vots en %                | Regidors                 |
| CDA                      | 29,7                     | 7                        |
| VVD                      | 26,6                     | 7                        |
| PvdA                     | 19,7                     | 5                        |
| Trilokaal                | 14,7                     | 3                        |
| D66                      | 5,8                      | 1                        |
| ChristenUnie             | 3,6                      | -                        |
| Total                    | 39,3                     | 23                       |